# Amatori Hockey Lodi 1973
Questa voce raccoglie le informazioni riguardanti l'Amatori Hockey Lodi nelle competizioni ufficiali della stagione 1973.

## Maglie e sponsor
| 1ª divisa |